# Тэдзука, Осаму
Осаму Тэдзука (яп. 手塚 治虫 Тэдзука Осаму, 3 ноября 1928 года, Тоёнака — 9 февраля 1989 года, Токио) — японский мангака, аниматор, доктор философии по специальности «медицина» (степень получил в Нарском префектурном медицинском университете в 1961 году).
Осаму Тэдзука внёс значительный вклад в дело становления манги и аниме. За свою карьеру он создал около 500 манг, за что был удостоен многих премий и наград. Тэдзуку часто называют «богом манги», поскольку именно его работы принесли соответствующим стилевым направлениям популярность в Японии. Кроме того, Тэдзука считается основателем современной японской манги. Он оказал существенное влияние на эволюцию манги и аниме, заложив основы их будущего развития. Многие художественные приёмы Тэдзука перенял у Уолта Диснея. Стиль Тэдзуки оказал влияние на многих художников-мангак того времени; некоторых из них он непосредственно обучал искусству рисования. Автор, по заявлению специалистов, был крайне трудолюбив и работал над своими произведениями практически непрерывно. Он был женат на Эцуко Окаде и имел троих детей.

## Биография

### Детство, ранние годы
Все дети были эвакуированы в соседние округа, поэтому вряд ли кто-либо обратил внимание на этот фильм после его выхода в свет. Я находился в холодном кинотеатре Сётикудза, непонятным образом уцелевшим после бомбёжек, и смотрел фильм. Я смотрел и был поражён настолько, что начал плакать. Его лирический характер и по-детски искренний настрой были подобны тёплому свету, освещающему мою иссохшую душу, лишённую надежды и мечты. Тогда я поклялся, что когда-нибудь создам собственные анимационные фильмы.
Осаму Тэдзука родился 3 ноября 1928 года в городе Тоёнака, префектура Осака. Он был старшим из троих детей в семье. Своё детство он провёл в городе Такарадзука. Его отец увлекался фотографией и был поклонником кино; имея дома кинопроектор, он часто демонстрировал семье зарубежные фильмы, в частности, американские мультипликационные короткометражные фильмы и фильмы Чаплина. Мать же очень любила театр Такарадзука, особенностью которого было то, что все роли исполнялись женщинами.
Тэдзука унаследовал от родителей оба увлечения. С детства Тэдзука познакомился с достижениями мировой культуры, в том числе и российской, и с наиболее популярной довоенной японской мангой: Norakuro, Bouken Dankichi, Kasei Tanken. Он также был поклонником творчества Уолта Диснея и Макса Флейшера; дома он часто смотрел мультфильмы о Микки Маусе и коте Феликсе. Ещё одним увлечением мальчика было чтение романов. Он любил научно-фантастические работы писателя Дзюдзо Унно, а также романы «Война и мир» Льва Толстого и «Преступление и наказание» Фёдора Достоевского. С 11 лет он начал носить очки. Будучи школьником, он создал экспериментальный мультфильм, прокрутив три сотни заранее заготовленных рисунков через проектор. Когда юный Тэдзука начал проявлять интерес к рисованию, родители оказывали ему поддержку в его начинаниях, хотя надеялись, что в будущем мальчик пойдёт по стопам отца и станет врачом.
Рисовать комиксы автор начал во время Второй мировой войны, которая оказала огромное влияние на его творчество. В своих первых работах он, будучи увлечённым энтомологией, подписывался именем «Осамуси» (рус. «жужелица, большой жук»). Увлечение насекомыми нашло своё отражение и в последующих работах мангаки — в них он часто изображал большое количество бабочек, кузнечиков, стрекоз, мух и других насекомых.
В 1944 году Тэдзука был мобилизован на производство асбестового шифера для военных целей. После войны он начал активно участвовать в деятельности театра Такарадзука, в частности, писал короткие истории для поклонников театра. В 1945 году Тэдзука попал на просмотр анимационного фильма Momotarou: Umi no Shinpei, который произвёл на него настолько сильное впечатление, что он решил стать аниматором. Однако в Осаке у него не было такой возможности, к тому же профессия аниматора в послевоенной Японии считалась бесперспективной. Тогда Тэдзука решил пойти другим путём и стать мангакой. Впоследствии Тэдзука писал о том, что данный фильм привлёк его не столько своей тематикой (он не поддерживал идею создания анимационных фильмов в целях пропаганды), сколько качеством анимации. Тяжёлые послевоенные годы развили в юноше стремление к миру и уважение любой формы жизни.

### Начало карьеры
В период 1944—1945 гг. Тэдзука рисовал мангу Shouri no Hi Made, которая так и не была опубликована. В ней автор изобразил героев популярных американских и японских комиксов, участвующих в войне. Первая профессиональная манга Тэдзуки — четырёхкадровая Maachan no Nikkicho (1946), имевшая значительный успех у читательской аудитории. Манга Тэдзуки Shin Takarajima, опубликованная в 1947 году, достаточно быстро принесла известность автору и особенно привлекла внимание юных читателей. В этот период Осаму Тэдзука обучался на медицинском факультете Осакского университета, который успешно закончил в 1958 году, а в 1961 году защитил кандидатскую диссертацию в Нарском префектурном медицинском университете, однако в дальнейшем по своей медицинской специальности не работал. Тэдзука также занимался рисованием манги, известной как «акахон» (рус. «красные книги»), в которой использовались преимущественно одноцветные чернила, а на обложках доминировал ярко-красный или оранжевый цвет. Первые послевоенные годы он впоследствии вспоминал как период наибольшей свободы для художественных деятелей в Японии. В период с 1948 по 1951 год автор написал свою научно-фантастическую трилогию: Lost World, Metropolis и Next World. Он рассказывал, что при работе над мангой Metropolis основывался на собственных знаниях об одноимённом фильме Фрица Ланга, хотя сам фильм он не смотрел. В период начала своей профессиональной карьеры (1946—1947 гг.), опасаясь, что издательства сочтут его слишком молодым и не будут относиться к его работам всерьёз, Тэдзука прибавил себе два года, сообщая, что родился не в 1928, а в 1926 году.

### Дальнейшая карьера

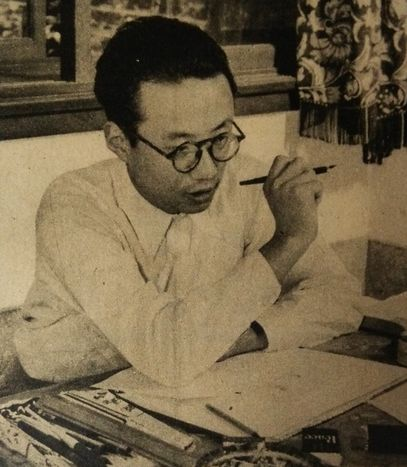
Осаму Тэдзука в 1953 году

В 1952 году Тэдзука переехал в Токио, так как среди столичных издательств значительно возрос спрос на его работы, а сам автор обычно принимал поступающие ему предложения от редакций журналов. В Токио к нему приезжали учиться многие ставшие впоследствии известными мангаки: Сётаро Исиномори, Абико Мотоо, Хироси Фудзимото и др.. Они же помогали ему в различных рутинных задачах, таких как заполнение тёмных пространств в иллюстрациях, рисование рамок на страницах и т. п. Таким образом, Тэдзукой была заложена система, при которой над мангой работают основной автор и несколько его ассистентов. В период 1951—1952 гг. Тэдзукой для журнала Manga Shonen были нарисованы японские варианты комиксов о Бэмби и Пиноккио. В период с 1953 по 1966 год Тэдзука с перерывами рисовал мангу Ribbon no Kishi, ставшую одной из первых работ жанра «сёдзё». Позднее автор рассказывал, что создать это произведение ему помогло увлечение театром Такарадзука.
4 октября 1959 года Тэдзука женился на Эцуко Окаде. От этого брака у него впоследствии родился сын Макото, ставший впоследствии режиссёром, и две дочери — Румико и Тико.
В 1960 году по мотивам манги Тэдзуки Gokuu no Daibouken студией Toei Animation был снят полнометражный анимационный фильм Saiyuki; автор непосредственно принимал участие в работе над фильмом. Для него это был первый опыт работы над коммерческим анимационным фильмом. Осаму Тэдзука был недоволен тем, что американские мультсериалы пользуются в Японии бо́льшей популярностью, чем аниме. Желая исправить эту ситуацию, он в 1961 году организовал анимационную студию Tezuka Osamu Production, год спустя переименованную в Mushi Production. Тэдзука ставил своей целью создание как коммерческой, так и экспериментальной анимации. В 1962 году на студии было создано экспериментальное полнометражное аниме Aru Machikado no Monogatari, которое, однако, не принесло автору ожидаемого успеха. А в 1963 году начался выпуск культового аниме-сериала Tetsuwan Atom, созданного по одноимённой манге Тэдзуки и имевшего колоссальный успех. Идею создания телесериала по мотивам данной манги Тэдзуке предложил Юсаку Сакамото, один из режиссёров фильма Aru Machikado no Monogatari, в надежде на то, что сериал станет первым прибыльным творением студии. В том же году художник впервые посетил США, где уже начался показ сериала Tetsuwan Atom. Свои впечатления от поездки он позднее отразил в автобиографической манге Gachaboi Ichidaiki. В 1965 году на студии Mushi Production был снят цветной сериал Jungle Taitei. Тэдзука также заложил основы эротических аниме, выпустив фильмы Senya Ichiya Monogatari и Cleopatra. В 1967 году он организовал выпуск ежемесячного журнала COM. Помимо рисования манги и работы над анимацией Тэдзука писал статьи о комиксах, кинофильмах, театре, образовании, музыке и на другие темы.
В 1968 году вышел телесериал Vampire студии Mushi Production, в котором сочеталась анимация и съёмки живых актёров. В коммерческом плане этот экспериментальный сериал оказался провальным. В том же году Тэдзука организовал издательскую компанию Tezuka Productions, ставшую позднее анимационной студией. В 1969 году была издана книга Осаму Тэдзуки «Учебный курс манги». Благодаря Тэдзуке с середины 1960-х годов аниме-сериалы приобрели такую популярность среди зрителей, что те начали постепенно терять интерес к игровому кино. Создавались новые аниме-студии, среди которых были Tokyo Movie Shinsha и Tatsuno Production. В 1970 году Тэдзука покинул пост руководителя Mushi Production. Впоследствии он стал проявлять интерес к некоммерческой анимации. В этот же период Тэдзука начал создание ещё одной манги под названием Buddha — авторской интерпретации биографии Будды. С 1981 по 1983 год художник рисовал детективную мангу Nanairo Inko, где каждая глава была создана по мотивам какого-либо литературного произведения: «Кукольный дом», «Пигмалион», «Ревизор», «На дне» и др.. В 1984 году Тэдзука выпустил полнометражное аниме Bagi, the Monster of Mighty Nature. Ещё одной его важной работой стала манга Hi no Tori, которую он создавал с 1967 по 1988 год.

### Поздние годы, смерть
Осаму Тэдзука был первым президентом Ассоциации японской анимации. Начав лысеть, Тэдзука стал носить берет, ставший одной из отличительных черт мангаки. В 1989 году, в возрасте 60 лет, Тэдзука скончался от рака желудка. Даже в последние дни своей жизни он продолжал рисовать. На следующий день после его смерти в газете «Асахи симбун» была опубликована статья, призывающая молодых художников продолжить дело Тэдзуки. В 1994 году в городе Такарадзука, где он вырос, открылся музей его памяти, а в 1997 году были выпущены марки, посвящённые Тэдзуке.

## Стиль, тематика и влияние
Осаму Тэдзука заимствовал многие художественные приёмы у Уолта Диснея, но вместе с тем он выработал свой собственный художественный стиль, вобравший в себя традиции японского изобразительного искусства и отличающийся от американской мультипликации. Тем не менее в ранние годы творчества Тэдзука тратил много времени, чтобы воспроизвести в своих работах стиль Диснея. Кроме того, на творчество Тэдзуки оказали влияние Макс Флейшер, а также японские художники-предшественники, такие как Рюити Ёкояма, Суихо Тагава и Нобору Осиро. Сам Тэдзука рассказывал, что американские комиксы оказали существенное влияние на его раннее творчество. Работы Тэдзуки значительно отличались от другой послевоенной манги. Они обладали более детальной и развитой сюжетной линией и имели бо́льший объём. Осаму Тэдзука также внедрил в технику рисования манги новые художественные приёмы, ранее характерные для съёмок кинолент: крупный план, смена ракурсов, оптические эффекты. Использование этих приёмов создавало у читателя ощущение, что он смотрит кинофильм. Впоследствии этот метод получил название «кинематографического». Тэдзука же начал записывать звуковые эффекты буквами и использовать подчёркивание движения в кадре. Благодаря применению этих приёмов прославилась его манга Shin Takarajima.
Несмотря на внедрение подобных нововведений, после работы над мангой Shin Takarajima Осаму Тэдзука перешёл к более простой методике в целях экономии средств и времени. Своим персонажам автор обычно рисовал большие глаза, а женских персонажей предпочитал изображать с большими блестящими глазами, как, например, в манге Ribbon no Kishi. Произведения Тэдзуки известны позитивным настроем и затрагиваемыми в них гуманистическими темами, например, ценностью жизни. Кроме того, сам Тэдзука называл жизнь главной темой всех своих работ. Автор в своих мангах затрагивал достаточно разнообразный круг тем: наука, история, религия, космические исследования и другие. Он же стал основоположником многих новых на тот момент жанров манги, среди которых научная фантастика, фэнтези и триллер. В своей манге Tetsuwan Atom автор затронул тему социальных прав роботов. Особое внимание в некоторых его работах уделялось временному аспекту. Например, в манге Jungle Taitei главный персонаж-львёнок со временем взрослеет и становится взрослым львом. Тэдзука также разработал так называемую «звёздную систему», которая заключалась в том, что созданные автором персонажи были своего рода актёрами, игравшими разные роли в разных произведениях. Так, например, созданные им Мустатио, профессор Отяномидзу, Ламп и Хаммег фигурируют во многих работах Тэдзуки, часто под другими именами. Другой отличительной особенностью стиля Тэдзуки стало использование повторяющихся визуальных шуток; например, внезапно появлялся не фигурирующий в основном сюжете произведения персонаж, говорил или делал что-либо забавное, а затем сразу же исчезал. Стиль Тэдзуки оказал влияние на таких художников, как Мото Хагио, Хитоси Ивааки, Фудзико Фудзио, Лэйдзи Мацумото, Томоко Танигути и многих других. Работы Тэдзуки использовались в качестве учебного материала для японских начальных школ. В честь автора были названы учреждённая компанией Shueisha награда Тэдзуки и культурная премия Осаму Тэдзуки от «Асахи симбун».
Работая в области анимации, Тэдзука ориентировался на малобюджетные фильмы, веря в то, что зрителя следует привлекать оригинальными и интересными сюжетами, а не дорогостоящими съёмками. Он выдвинул концепцию «ограниченной анимации», которая заключалась в том, что тщательно прорисовывались только основные сцены фильма, тогда как персонажи, фон, пейзаж и т. п. детально не прорисовывались, что позволяло экономить производственные и финансовые ресурсы. Во многом это была вынужденная мера, так как в 1960-е годы на развитие анимации выделялся малый объём средств. Тэдзука ввёл в обиход «банк анимации» — коллекцию стандартных кадров, которые использовались в одной ленте множество раз. Он также предложил сделать ставку не на полнометражные фильмы, а на телесериалы; тем самым он надеялся повторить успех американской студии Hanna-Barbera. Эта идея была поддержана владельцами телекомпаний, так как аниме-сериалы обеспечивали приток телезрителей. Нововведения Осаму Тэдзуки были взяты на вооружение индустрией японской анимации и стали стандартной практикой при создании аниме.

## Работы
Осаму Тэдзука за свою жизнь создал около 500 произведений манги (по другим данным — около 600—700) и около 60 анимационных фильмов и сериалов. К наиболее значительным его мангам относятся следующие:

Тэдзука и придуманные им персонажи на марках

| Название            | Период выпуска             |
| ------------------- | -------------------------- |
| Maachan no Nikkicho | 1946                       |
| Shin Takarajima     | 1947                       |
| Metropolis          | 1949                       |
| Jungle Taitei       | 1950—1954                  |
| Nextworld           | 1951                       |
| Rock Boukenki       | 1952—1954                  |
| Tetsuwan Atom       | 1952—1968                  |
| Tsumi To Batsu      | 1953                       |
| Ribbon no Kishi     | 1953—1956, 1958, 1963—1966 |
| Kenichi Tantei Chou | 1954—1956                  |
| Tonkaradani         | 1955                       |
| Zero Man            | 1959—1960                  |
| Captain Ken         | 1960—1961                  |
| Shinsengumi         | 1963                       |
| Big X               | 1963—1966                  |
| W3                  | 1965—1966                  |
| Magma Taishi        | 1965—1967                  |
| Vampires            | 1966—1969                  |
| Dororo              | 1967—1968                  |
| Hi no Tori          | 1967—1988                  |
| Chikyu o Nomu       | 1968—1969                  |
| Umi no Triton       | 1969—1971                  |
| Aporo no Uta        | 1970                       |
| Alabaster           | 1970—1971                  |
| Fushigi na Melmo    | 1970—1972                  |
| Yakkepachi no Maria | 1970                       |
| Ayako               | 1972—1973                  |
| Microid S           | 1973                       |
| Black Jack          | 1973—1983                  |
| Buddha              | 1974—1984                  |
| Mitsume ga Tooru    | 1974—1978                  |
| Unico               | 1976—1979                  |
| MW                  | 1978                       |
| Adolf Ni Tsugu      | 1983—1985                  |
| Hidamari no Ki      | 1983—1987                  |
| Neo Faust           | 1987                       |
| Ludwig B.           | 1987                       |
| Gringo              | 1987—1989                  |

## Награды
Осаму Тэдзука за свои работы удостоился многих премий и наград, среди которых орден Священного Сокровища, премия манги Shogakukan, премия манги Коданся.
- 1958 год — премия манги Shogakukan за манги Manga Seminar on Biology и Biiko-chan[78][34]
- 1967 год — премия Офудзи Нобуро за аниме Tenrankai no E[22]
- 1977 год — премия манги Коданся за манги Black Jack и Mitsume ga Tooru[79]
- 1984 год — премия манги Shogakukan за мангу Hidamari no Ki[78][80]
- 1986 год — премия манги Коданся за мангу Adolf Ni Tsugu[79]
- 1989 год — орден Священного Сокровища (посмертно)[81]
- 1990 год — премия Министерства образования Японии[82][83]
- 2004 год — премия Айснера за мангу Buddha[84]
- 2005 год — премия Айснера за мангу Buddha[85]
- 2009 год — премия Айснера за мангу Dororo[86]
- 2014 год — премия Айснера за мангу The Mysterious Underground Men[87]

## Оценки творчества
Осаму Тэдзука, заложивший основы современных аниме и манги, их эстетики и техники создания, а также внёсший значительный вклад в их популяризацию, получил прозвище «бог манги». Именно Тэдзуку принято считать основателем современной японской манги. Некоторые специалисты полагали, что Тэдзука за свой вклад в индустрию манги должен был быть награждён Нобелевской премией по литературе. Исследователями отмечалось трудолюбие автора — начиная с 1950-х годов и до смерти Тэдзука не переставая работал над своими произведениями и придумывал новые идеи. Временами он спал по 3-4 часа в сутки, а остальное время уделял работе. При этом коллега Тэдзуки по студии Mushi Production Юсаку Сакамото рассказывал, что тот никогда не выглядел сонным. Сам Тэдзука сообщал, что за свою карьеру написал более 150 000 страниц комиксов. Многие мангаки, начинавшие свою карьеру в 1950-х и 1960-х годах, боготворили Тэдзуку. После его смерти газета «Асахи симбун» заявила, что именно Осаму Тэдзука стал главной причиной популярности манги в Японии.
Фредерик Шодт говорил, что в Японии Тэдзука стал одним из величайших людей XX века и в средствах массовой информации его иногда сравнивали с Леонардо да Винчи. Продуктивность мангаки он обозначил как «практически сверхчеловеческую», а самого Тэдзуку называл «крайним перфекционистом». Шодт также говорил, что Тэдзука, подобно губке, впитывал в себя влияние всего того, чем восхищался, будь то романы, фильмы или художественные стили. Говоря о написанных Тэдзукой сюжетах, Шодт отмечал, что автор «создавал истории на достаточно непростые темы, пытаясь сделать с комиксами то, что другие уже сделали с литературой». Журналист и кинокритик Борис Иванов назвал Тэдзуку «великим мангакой», который «был и остаётся величайшим мастером японских комиксов». При этом он отмечал, что Тэдзука не ставил перед собой задачи заработать на своих произведениях, и несмотря на то, что многие его экспериментальные проекты не имели коммерческого успеха, он не прекращал над ними работать. Доктор исторических наук Елена Катасонова называет Тэдзуку реформатором, благодаря которому послевоенная манга начала представлять собой принципиально новый культурный продукт. Она также высказала мнение, что реализовать свой талант Тэдзуке помогло отсутствие в послевоенной Японии жёсткой цензуры. Схожее мнение о реформаторстве высказывала и Дени Кавалларо. Сюзанна Филиппс утверждала, что именно Тэдзука сыграл решающую роль в становлении послевоенной манги, а Пол Граветт высказался, что «без Тэдзуки бум манги в послевоенной Японии был бы немыслим». Положительно о художнике отозвался и Рэймонд Беттс, назвавший Тэдзуку виртуозом своего дела. Марк Шиллинг говорил о том, что Тэдзука, несмотря на свой дружелюбный характер, достаточно ревниво относился к успеху других мангак, даже если те являлись его помощниками. Так, однажды в письме поклонникам Тэдзука осудил работу своего бывшего ассистента Сётаро Исиномори, чем сильно его расстроил. Зависть Тэдзуки вызвал также успех комиксов «гэкига» в период 1960-х годов; вместе с тем автор перенял особенности данного стиля и для своих работ.

## Комментарии
1. ↑  В записи псевдонима автор использовал кандзи 虫 (рус. «насекомое») и 治 (своё настоящее имя). По-японски его псевдоним записывался как 治虫[10].
2. ↑  Правда о его дате рождения вскрылась сразу после его смерти[28].
3. ↑  Название студии обыгрывает один из символов кандзи (虫), который встречается в записи имени Осаму Тэдзуки[37].
4. ↑  В связи с этим исследователи зачастую называли стиль рисования Тэдзуки «диснеевским»[55][56].
5. ↑  Большие глаза персонажей впоследствии стали одной из отличительных черт японской анимации[65].
6. ↑  Встречаются также варианты «отец японской анимации»[88] и «дедушка манги и аниме»[89].
7. ↑  Вместе с тем среди японских учёных мнение о Тэдзуке, как о центральной фигуре в истории манги, является спорным[91].